# Skautský slib

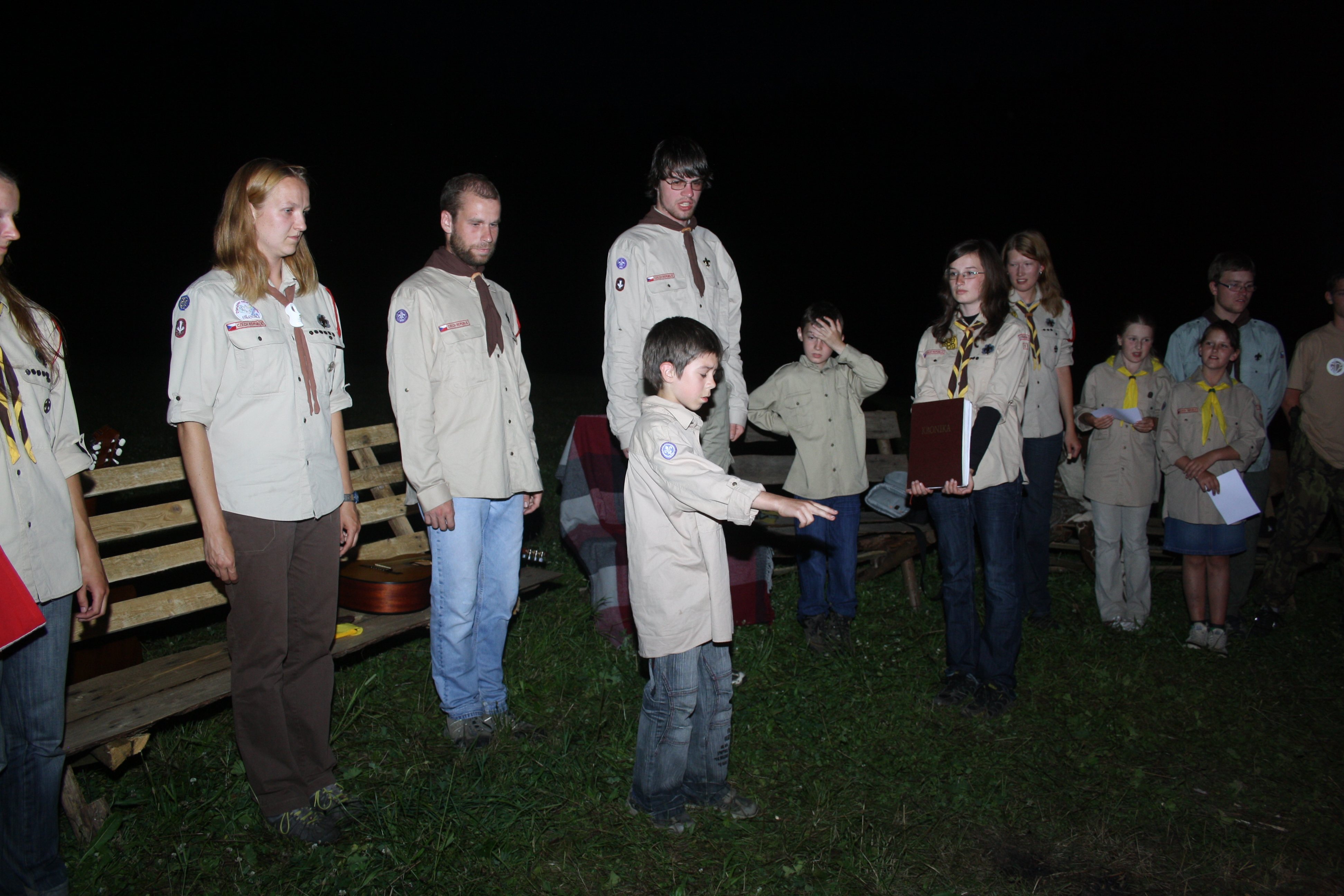
Skautský slib

Skautský slib je základní přísaha skautů a ohnisko skautského duchovního života. Skaut, který se rozhodne složit slib skautů či skautek, by měl být řádným členem oddílu, měl by být poučen o ideji skautingu a být rozhodnut podle nich žít. Složení slibu je slavnostní příležitostí, jejíž přesná forma je určena zvyklostmi daného oddílu.
Slib vyjadřuje především individuální morální závazek žít podle slibu a hodnoty v něm vyjádřené svým životem naplňovat. Spolu se skautským zákonem, na nějž zpravidla odkazuje, je jedním z prvků skautské výchovné metody, má působit na mladého člověka jako formativní akt výchovy, resp. sebevýchovy, který pomáhá hodnoty v slibu vyjádřené zvnitřnit.

Skautský slib vyjadřuje tři základní principy skautingu, tedy ty hodnoty, k nimž skauting jako výchovné hnutí má podle svého poslání člověka vést; proto má zpravidla tři body, každý z nich odkazující na jeden z těchto principů. Skautský slib je velmi podobný u skautů na celém světě a liší se jen v detailech; mezinárodní organizace skautů WOSM považuje existenci skautského slibu a přítomnost tří základních principů v něm za nutnou podmínku členství národní organizace. Znění je přitom zpravidla založeno na originálu publikovaného Robertem Badenem-Powellem ve Skautingu pro chlapce:
| „ | Slibuji na svou čest, jak dovedu nejlépe, že budu plnit své povinnosti k Bohu a králi, pomáhat bližním v každém čase a zachovávat skautský zákon. | “ |

Skauti skládají při dalších příležitostech i další sliby – mladší členové (do 10 let) skládají jako předstupeň slib světlušek (dívky) nebo vlčat (chlapci), činovníci skládají před převzetím do funkce slib činovnický.

## V Česku
Mezi českými skauty existuje zvyková shoda na formě skládání slibu – bývá skládán obvykle u slavnostního ohně před vedoucím oddílu a případnými dalšími jeho členy. U slibu bývají přítomny symboly v něm obsažených hodnot – česká vlajka zastupuje vlast, Bible (pro věřící skauty) duchovní princip, kronika oddílu nebo kniha Základy junáctví skautskou tradici.
Na památku složení skautského slibu nosí čeští skauti na kroji slibový odznak ve tvaru lilie, zpravidla nad levou náprsní kapsou. Častý je také zvyk uschovat si uhlík ze slibového ohně.

### Historie
Skautský slib nebyl pevnou součástí českého skautského hnutí od jeho počátku; v Základech junáctví je o něm pouze letmá zmínka bez přesného znění a bez duchovního principu, nebyla mu tehdy ani přikládána taková váha jako později. Český skautský slib dlouho neobsahoval odkaz na duchovní princip a používal pouze odkaz na vlast (milovat vlast svou a sloužit jí v každé době), což bylo způsobeno silně negativním postojem většiny české společnosti ke katolické církvi na sklonku existence Rakouska-Uherska, kdy byla silně provázána s vládnoucí habsburskou dynastií. Znění slibu se ustálilo během první světové války.

#### Znění slibu z roku 1921 (Svaz junáků – skautů republiky Československé)
| „ | Slibuji na svou čest, jak dovedu nejlépe: milovati vlast svou, Republiku československou, a sloužiti jí věrně v každé době, plniti povinnosti vlastní a zachovávat zákony skautské, duší i tělem býti hotov(a) pomáhat bližnímu. | “ |

Ve třicátých letech byla ke slibu přidána dobrovolná doložka "K tomu mi dopomáhej Bůh." Na konci třicátých let byla po bouřlivých diskuzích nakrátko ustanovena jako povinná.

#### Změna slibu po sametové revoluci
Po obnově skautské organizace v roce 1989 podal Junák žádost o znovupřijetí do mezinárodní organizace skautů, WOSM, ta však byla odmítnuta kvůli absenci duchovního principu ve slibu. Duchovní rada Junáka vedená Jiřím Zajícem – Edym tak ve spolupráci se zástupci sympatizujících církví připravila kompromisní znění, které bylo sněmem v roce 1993 přijato. Použití nábožensky neutrálního termínu Nejvyšší Pravda a Láska bylo s přihlédnutím k českým specifikům (nízká religiozita) WOSM přijato; za toto znění se postavil např. i biskup František Lobkowicz.
Minoritní české skautské organizace termín Nejvyšší Pravda a Láska nepřijaly; buď používají přímo odkaz na Boha, nebo pouze na vlast (viz výše).

### Současnost

#### Junák – český skaut
| „ | Slibuji na svou čest, jak dovedu nejlépe: sloužit nejvyšší Pravdě a Lásce věrně v každé době, plnit povinnosti vlastní a zachovávat zákony skautské, duší i tělem být připraven(a) pomáhat vlasti i bližním. | “ |

Slib lze doplnit dobrovolným dodatkem: K tomu mi pomáhej Bůh.
Junák – český skaut je unikátní mezi světovými organizacemi tím, že ve svém slibu neodkazuje přímo na Boha, ale na duchovní hodnoty pravdy a lásky. Všichni členové organizace mají povinnost skautský slib složit, není však vyžadován žádný termín; to znamená, že člen nemůže složení skautského slibu bezdůvodně odkládat nebo trvale odmítnout. Jako podmínka k připuštění ke skautskému slibu se zpravidla vyžaduje nováčkovská zkouška.

#### Svaz skautů a skautek ČR
| „ | Slibuji na svou čest, jak dovedu nejlépe: plnit své povinnosti vůči Bohu a vlasti, plnit své povinnosti vůči sobě a zachovávat skautský zákon, tělem i duší být připraven(a) pomáhat bližním! | “ |

#### Skaut – český skauting ABS
| „ | Slibuji na svou čest, jak dovedu nejlépe, milovat vlast svou, republiku Českou a sloužit jí věrně v každé době, plnit povinnosti vlastní a zachovávat zákony skautské, duší i tělem být hotov(a) pomáhat bližnímu. | “ |

#### Skauti Evropy
| „ | Slibuji na svou čest, že s pomocí Boží budu ze všech svých sil sloužit Bohu, církvi, své vlasti a Evropě, stále pomáhat svým bližním a dodržovat skautský zákon. | “ |

## Slib světlušek a vlčat
Členové skautského hnutí v mladších věkových kategoriích (cca do 10 let) skládají nejprve slib vlčat (chlapci) nebo světlušek (děvčata), skautský slib až ve chvíli, kdy dorostou do vyšší věkové kategorie.

### Znění slibů (Junák - český skaut)

#### Slib světlušek (do roku 2023)
| „ | Slibuji, že se budu snažit: hledat Pravdu a Lásku, být prospěšná své vlasti a zachovávat zákony světlušek. | “ |

#### Slib vlčat (do roku 2023)
| „ | Slibuji, že se vynasnažím: být poslušným vlčetem své smečky, se kterou budu hledat nejvyšší Pravdu a Lásku, že každý den vykonám dobrý skutek. | “ |

V březnu 2024 byla vydána nová idea vlčat a světlušek. 
| „ | Slibuji, že se budu snažit chovat podle zákona vlčat/světlušek/žabiček a spolu s ostatními hledat nejvyšší Pravdu a Lásku. | “ |

I tyto sliby lze doplnit dobrovolným dodatkem: K tomu mi pomáhej Bůh.